# Vierme parazit

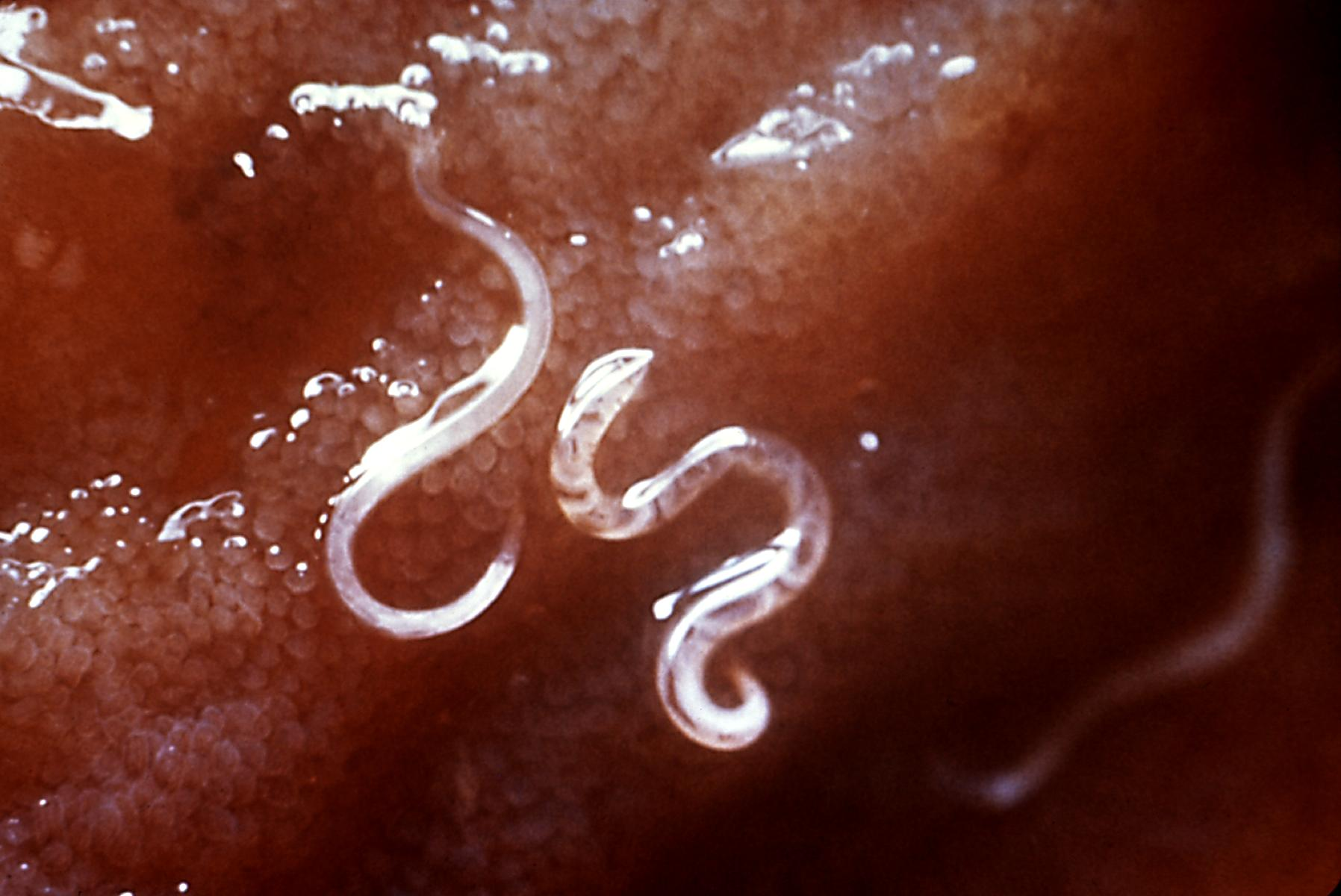
Viermi paraziți

Viermii paraziți sunt viermi ce trăiesc pe seama altor organisme și adesea le provoacă diferite boli. Viermi paraziți se pot întâlni în toate grupele de viermi, mai ales la viermii cilindrici. Din grupa viermilor inelați paraziți face parte lipitoarea, un vierme cu corpul plat, segmentat la exterior. Ea se prinde cu ventuza superioară de victimă și, cu ajutorul zimților, taie pielea. O substanță analgezică din salivă împiedică gazda să simtă prezența ei. Saliva mai conține un anticoagulant.
 Lipitoarea înmagazinează sângele în pungi ale intestinului. În chirurgie se utilizează această substanță, pentru a controla coagularea sângelui. 
Din grupa viermilor lați, exemple pot fi: Tenia, Gălbeaza. 
Din grupa viermilor cilindrici: Trichina, Ascarida, Oxiurul și Limbricul. 
Limbricul trăiește în intestinul gazdei. Are lungime de 10-15 cm la mascul și 20-25 cm la femele. Femela depune circa 240000 de ouă zilnic. Limbricul este foarte periculos deoarece poate să treacă prin orice organ vrea, iar dacă limbricul intră în căile respiratorii ale gazdei, poate asfixia gazda. Ne putem apăra față de limbric fiind foarte igienici. Lupta cu acești viermi este foarte grea, ei transmițându-se la oameni prin diferite căi: apă, carne (porcii servesc drept gazde intermediare pentru mulți viermi cilindrici), alți oameni infectați, unele animale de casă, etc.